# Mikroregion Poličsko
Mikroregion Poličsko je dobrovolný svazek obcí v okresu Svitavy, jeho sídlem je Polička a jeho cílem je hájení oprávněných ekonomických, sociálních, společenských a kulturních zájmů obyvatel regionu, řešení problémů přesahujících rámec a možnosti jednotlivých obcí, zejména se jedná o úkoly v oblasti školství, sociální péče, zdravotnictví, kultury, požární ochrany, veřejného pořádku, ochrany životního prostředí, cestovního ruchu, zabezpečování čistoty obce, správy veřejné zeleně a veřejného osvětlení, shromažďování a odvoz komunálních odpadů a jejich nezávadného zpracovávání, využití nebo zneškodnění, zásobování vodou, odvádění a čištění odpadních vod, zavádění, rozšiřování inženýrských sítí, systémů veřejné osobní dopravy k zajištění dopravní obslužnosti daného území, správy majetku obcí a dalších problémů. Sdružuje celkem 21 obcí a byl založen v roce 1999.

## Obce sdružené v mikroregionu
- Borová
- Březiny
- Bystré
- Hartmanice
- Jedlová
- Kamenec u Poličky
- Korouhev
- Květná
- Nedvězí
- Oldřiš
- Polička
- Pomezí
- Pustá Kamenice
- Pustá Rybná
- Rohozná
- Sádek
- Stašov
- Svojanov
- Široký Důl
- Telecí
- Trpín